# John Birch Society
Pour les articles homonymes, voir JBS et Birch.
La John Birch Society (JBS) est une association d'extrême-droite américaine, fondée à Indianapolis en 1958.
Son nom fait référence à John Birch, militaire et missionnaire protestant, tué par des communistes chinois en 1945, considéré ainsi comme la première victime de la guerre froide.

## Présentation
Elle a été fondée en 1958, par une douzaine de personnes, dont Robert W. Welch, Jr., ancien industriel. Avant tout anticommuniste, la JBS, qui défend les valeurs judéo-chrétiennes, compte des personnalités des courants paléoconservateur et paléolibertarien, s'oppose à l'interventionnisme, à l'immigration illégale, ainsi qu'au collectivisme. Elle a accueilli dans les années 1960 quelques personnalités de l'« ultra-droite »[pas clair] américaine[réf. nécessaire].
En mars 1961, l'organisation compte entre 60 000 et 100 000 membres[réf. nécessaire]. Son influence a décliné à partir des années 1990. Elle dispose d'une revue, nommée à l'origine One Man's Opinion, puis American Opinion, qui s'appelle désormais The New American et qui paraît toutes les deux semaines.
Parmi ses campagnes, on compte celle de 1959, dans laquelle elle réclamait le retrait des États-Unis de l'Organisation des Nations unies, accusant cette dernière de vouloir instaurer un gouvernement mondial, son opposition au Mouvement des droits civiques en 1964, soulignant le nombre de communistes américains qui en étaient membres, son soutien à la candidature républicaine de Barry Goldwater pour l'élection présidentielle de 1964.
La John Birch Society a édité plusieurs publications, notamment The Gravediggers, de Phyllis Schlafly et du contre-amiral Chester Ward, ou None Dare Call It Treason de John A. Stormer, vendu à 7 millions d'exemplaires, dont le sujet étudié est l'établissement par Richard Nixon de relations diplomatiques entre la Chine communiste et les États-Unis dans les années 1970, la première guerre du Golfe, l'action en faveur de l'Impeachment contre Bill Clinton, ou encore l'opposition aux actes de torture menés dans le cadre de la guerre contre le terrorisme menée par George W. Bush.

## Dans la culture populaire
- Talkin' John Birch Paranoid Blues (en) par Bob Dylan, chanson se moquant de la JBS.
- John Birch Society, chanson du groupe de power electronics Genocide Organ (en)

## Liste des présidents
- Robert W. Welch, Jr. (1958–1983)
- Larry McDonald (1983)
- Charles R. Armour (1983-1991)
- John F. McManus (1991–2004)
- G. Vance Smith (2004–2005)
- John F. McManus (2005-2016)
- Ray Clark (2016–2019)
- Martin Ohlson (depuis 2019)

## Membres et contributeurs notoires
- William F. Jasper
- Edwin Walker
- Gary Allen
- G. Edward Griffin
- Guy Banister
- John Rees
- Stan Monteith
- Haroldson Lafayette Hunt, Jr.